# Карлайл, Уилсон
Уи́лсон Ка́рлайл (англ. Wilson Carlile; 14 января 1847, Брикстон, Эссекс, Соединённое Королевство Великобритании и Ирландии — 26 сентября 1942, Уокинг, Суррей, Соединённое Королевство Великобритании и Северной Ирландии) — дьякон в Церкви Англии, пребендарий собора Святого Павла в Лондоне. Основатель Церковной армии — евангелической благотворительной и миссионерской организации. Кавалер Ордена Почёта. Святой.

## Биография

### Ранние годы
Родился 14 января 1847 года в Брикстоне, на юге Лондона, в семье преуспевающего торговца Эдварда Карлайла и его жены Марии Луизы, урождённой Уилсон. Отец его принадлежал к древнему шотландскому роду. Мать происходила из благородной йоркширской фамилии. Карлайл всю жизнь страдал от проблем с позвоночником и имел слабое здоровье. Подростком, под наблюдением тренера, занимался боксом и гимнастикой. Физические упражнения помогли ему укрепить организм. Обучался в частной начальной школе Арч-Лейн в Брикстоне и частном пансионате в Лилле. Учёба давалась ему нелегко. Впоследствии Карлайл овладел шестью языками: французским, немецким, итальянским, древнегреческим, латынью и ивритом. В раннем возрасте у него проявились также способности к музыке. Ему нравилась игра на банджо. Вместе с товарищами он организовал нечто вроде джаз-бэнда. Затем основал музыкальное общество, исполнявшее классические и церковные произведения. Талант молодого человека заметил музыкальный педагог и хормейстер Джон Карвен.
В сентябре 1862 года Карлайл поступил на работу в фирму деда по отцовской линии. Офис фирмы находился на улице Чипсайд в Сити. Он работал по пятнадцать часов в сутки. Его день начинался с пробежки из дома до офиса в спортивной форме. По дороге Карлайл обгонял омнибус, пассажирами которого были его коллеги. Вечером он снова надевал спортивную форму и бежал с работы обратно домой. В этот период жизни был далёк от религии. Его переполняли амбиции и волновали только музыка и желание стать преуспевающим предпринимателем. В 1872 году, после франко-прусской войны, Карлайл смог значительно увеличить своё состояние за счёт спекуляций с шёлком в Лионе и Меце. Но уже в следующем году он потерял почти все свои деньги из-за Долгой депрессии. Это событие изменило отношение Карлайла к жизни. Вот, как об этом говорил сам он: «Я почувствовал, что существует нечто большее, чем обыкновенное золото, ради чего стоит жить в этом мире. Я почувствовал, что я не так хорош, каким мог бы быть. Моя жизнь была пустой и очень эгоистичной». Вскоре ему в руки попалась книга Уильяма Маккея «Милость и правда», прочитав которую, Карлайл стал осознанным христианином.

### Начало служения
Своё обращение к религии Карлайл описал следующим образом: «Я видел распятого и воскресшего Господа так искренне, как если бы Он сделал Себя видимым для моего телесного зрения. Для меня это неопровержимое доказательство Его существования. Он тронул моё сердце, и прежние страсти и упования покинули его. На их место пришла новая мысль о том, что я могу служить Ему и Его бедным и страдающим братьям».
Оправившись после потрясения из-за неожиданного банкротства, Карлайл поступил на работу в фирму отца, которая при его участии увеличила свою доходность. Однако теперь большую часть досуга он тратил на религиозную деятельность. Вначале Карлайл присоединился к Плимутским братьям, с которыми познакомился в Блэкфрайрсе. С ними он участвовал в миссии среди бедняцкой молодёжи. Затем прошёл конфирмацию в англиканской церкви Святой Троицы в Ричмонде, к которой, незадолго до этого, присоединился его отец. Ранее Карлайлы были членами конгрегационалистской церкви. С разрешения викария он открыл миссию среди бедняцкой молодёжи при этом приходе, организовал церковный хор и основал приходскую школу. В 1875 году Карлайл предложил свою помощь евангелисту Дуайту Лиману Муди, выступавшему на многочисленных собраниях в Ислингтоне. Музыкальный руководитель собраний Айра Дэвид Сэнки поручил ему игру на фисгармонии и руководство пением толпы, собиравшейся послушать проповедь. Вместе с Муди, Карлайл отправился в Камберуэлл, где организовал хор для миссии на юге Лондона. Работа познакомила его с методами христианской миссии и указала на важную роль, которую в этом служении играла музыка. Для него стало очевидным, что не только церковнослужители, но и простые миряне могут и должны участвовать в проповеди Евангелия.
В мае 1877 года Карлайл принял решение стать проповедником и вступил в Общество евангелизации. Затем, заручившись поддержкой жены, он оставил фирму отца, чтобы стать священнослужителем. В октябре 1878 года поступил в Лондонский колледж теологии. За полтора года он освоил трёхлетний курс и сдал экзамены. В Великий пост 1880 года был рукоположен в сан дьякона в соборе Святого Павла. Местом службы Карлайла стал приход церкви Святой Марии в Кенсингтоне. Исполняя служение, он хотел достучаться до людей, включая охрану Кенсингтонского дворца, которые равнодушно относились к религии и церкви. Рабочие и городские бедняки считали храмы «прибежищами для зажиточных» и полагали, что в церквях их не ждал радушный приём. Карлайл сделал всё, чтобы сломать устоявшиеся стереотипы.
Поскольку ни одна из его ранних попыток привлечь в свою церковь бедняцкую молодёжь не увенчалась успехом, в 1881 году он стал проводить собрания под открытым небом, чтобы привлечь людей, проходящих мимо. Со временем к Карлайлу присоединились многочисленные соратники из тех, кого его проповедь привела к Евангелию и Христу. Однако всем им пришлось столкнуться с противодействием со стороны противников миссии под открытым небом среди городской бедноты и рабочих; это были представители городской буржуазии. Подонки из респектабельного общества, называвшие себя Армией скелетов, срывали службы, нападали на женщин или всей группой на одного человека. На Карлайла стали поступать анонимные жалобы в приход, в котором он служил дьяконом. В июне 1882 года церковное руководство попросило его прекратить миссию под открытым небом. Вместо этого ему было предложено основать церковно-приходское миссионерское общество.

### Церковная армия
Целью миссии Карлайла в городских трущобах было привлечь их жителей к евангелизаторской и благотворительной работе в рамках англиканской церкви. Такая деятельность уже велась в нескольких приходах; в Ричмонде действовала Армия церковного евангелия, Оксфорде — Армия спасения церкви, Бристоле — Армия церковной миссии. Карлайл предложил скоординировать усилия, чтобы обученных евангелистов можно было направлять в любой приход, где в них имелась нужда. Основатели «армий» согласились, и так в 1882 году была основана Церковная армия, во главе которой встал сам Карлайл.
Однако потребовалось время, чтобы идея проповедника нашла понимание в англиканской церкви. Карлайла обвиняли в вульгарности из-за названия организации. Он же объяснял наличие слова «армия» в названии тем, что главной целью основанного им общества была постоянная война против греха ради себя и ближних, а «оружием» в этой войне были доброта и чувство юмора. Себя и своих соратников проповедник называл «Божьими скоморохами» (лат. Joculatores Dei).
Карлайл был строгим и в высшей степени дисциплинированным человеком, и всегда признавал авторитет англиканской церкви. Никакая работа не велась ни в одном приходе без одобрения действующего президента, и ни в какой тюрьме или государственном учреждении, если евангелисты не были приглашены местным капелланом. И вместе с тем, признавая то, что в англиканской церкви он называл «респектабельностью, приличиями и крахмалом», Карлайл проповедовал евангельскую радость и простоту. Некоторых раздражало, что свою миссию проповедник сопровождал пением под тромбон, который ревнители церковного благочестия почему-то считали неприличным инструментом.
В первые годы работа проповедника встречала сопротивление, но он упорно пытался познакомить священнослужителей и государственных служащих в крупных городах с целями, идеями и методами Церковной армии. В ноябре 1883 года вышел первый номер газеты организации. В феврале 1885 года Верхняя палата Кентерберийской ассамблеи приняла решение об утверждении его организации. При растущей поддержке ряда епископов Церковная армия постепенно завоевала уважение во всей англиканской церкви. К 1925 году организация стала крупнейшим обществом внутренней миссии в англиканском сообществе. Своё служение Карлайл нёс в церкви Святой Марии на холмах в Лондоне. В 1905 году он был назначен пребендарием собора Святого Павла в Лондоне. В 1915 году ему было присвоено звание почётного доктора теологии Оксфордского университета. В 1926 году за свою работу он был удостоен Ордена Кавалеров Почёта и в том же году посетил миссии Церковной армии в США и Канаде.

### Личная жизнь
В 1870 году в церкви Святой Марии в Туикенеме Уилсон Карлайл сочетался браком с Флорой Виккерс, с которой познакомился в музыкальном обществе. Овдовел в 1925 году. В браке у него родились пятеро сыновей.

### Смерть и почитание
Последние годы жил в частном доме в Уокинге, вместе со своей сестрой и давней соратницей Марией Карлайл. Умер 26 сентября 1942 года. Прах евангелиста был захоронен у подножия памятника в его честь в соборе Святого Павла. В Литургическом календаре Церкви Англии память ему отмечена под 26 сентября. В Литургическом календаре Епископальной церкви под этой же датой ему отмечают праздник.
На доме под номером 34 по Шеффилд-Террас в Кенсингтоне, где жил Карлайл, установили синюю табличку. В Манчестере его имя присвоили общежитию для бездомных мужчин, бывших преступников. Штаб-квартира Церковной армии в Шеффилде, находящаяся в старом колледже для подготовки евангелистов, также носит имя Уилсона Карлайла. Как сказал один из его современников: «Он был филантроп, потому что был христианин. Он любил людей, любя Бога».